# Teoría de distribuciones
En análisis matemático, una distribución o función generalizada es un objeto matemático que generaliza la noción de función y la de medida.
Además la noción de distribución sirve para extender el concepto de derivada a todas las funciones localmente integrables y a entes aún más generales. Su uso es indispensable en muchos campos de las matemáticas, la física y la ingeniería. Así, por ejemplo, se utiliza en el análisis de Fourier para obtener soluciones generalizadas de ecuaciones en derivadas parciales. También juegan un papel muy importante en electrodinámica cuántica y en procesamiento de señales. 
Las "funciones generalizadas" fueron introducidas por Serguéi Sóbolev en 1935. Independientemente y a finales de la década de 1940 Laurent Schwartz formalizó la teoría de distribuciones, lo que le valió la medalla Fields en 1950.

## Introducción
En diversos ejemplos físicos idealizados aparecen objetos matemáticos (cuasi-funciones) similares a las funciones convencionales cuyo uso daba soluciones consistentes a diversos problemas físicos, pero que no podían ser tratados estrictamente como funciones matemáticas convencionales. Algunos ejemplos de problemas donde aparecían estas "cuasi-funciones":
- Problemas donde aparecía la "derivada" de una función discontinua. Obviamente en ese tipo de problemas las derivadas convencionales no estaban definidas, pero existían substituciones formales que sugerían que el concepto de función matemática debía ser ampliado para incluir objetos que pudieran comportarse como la derivada convencional, pero que fuera además aplicable a funciones discontinuas.
- Igualmente Dirac introdujo un objeto matemático δ que debía tener la siguiente propiedad:

{\displaystyle f(a)=\int _{\mathbb {R} }\delta (x-a)f(x)\ dx}

Aunque ese objeto matemático compartía ciertas propiedades con las funciones referente a su integración, se podía probar que no existía ninguna función matemática convencional δ que fuera solución de la anterior ecuación.
Los dos problemas anteriores están relacionados, y la teoría de distribuciones demostró que pueden definirse un tipo de funciones generalizadas o distribuciones tales que permiten tratar rigurosamente los dos problemas anteriores. El concepto de distribución generaliza al de función, ya que de hecho toda función matemática convencional puede ser considerada también como un caso particular de distribución.

## Definición formal
Una distribución convencional sobre {\displaystyle \Omega \;} es un elemento del espacio dual topológico del espacio vectorial de funciones de clase {\displaystyle C^{\infty }(\Omega )} sobre un cierto conjunto {\displaystyle \Omega \subset \mathbb {R} ^{n}} cuyo soporte es un conjunto compacto. Es decir, una distribución es un funcional lineal definido sobre un cierto espacio de funciones diferenciables definidas sobre conjuntos cerrados contenidos en {\displaystyle \Omega \;}. Las funciones definidas sobre el conjunto {\displaystyle \Omega \;} se llama espacio de funciones de prueba.
En el caso de las distribuciones convencionales sobre {\displaystyle \Omega \;} se requieren dos condiciones sobre las funciones test definidas sobre {\displaystyle \Omega \;}:
- Deben ser infinitamente diferenciables, es decir de clase, {\displaystyle C^{\infty }}.
- Deben ser funciones cuyo soporte sea compacto.

Si se relajan las condiciones sobre las funciones definidas sobre {\displaystyle \Omega \;} entonces se obtiene una clase de distribuciones menos amplia que las distribuciones convencionales. Por ejemplo si se substituye la segunda condición por la siguiente condición:
- Las funciones test son funciones de decrecimiento rápido, es decir, tienden a cero más rápidamente que el inverso de cualquier polinomio.

La clase de distribuciones obtenidas se llama distribuciones temperadas.

### Soporte compacto
- Se dice que una función de test {\displaystyle \varphi } tiene soporte compacto si el conjunto de puntos {\displaystyle K={\overline {\{x|\varphi (x)\neq 0\}}}} donde la función es diferente de cero es compacto.
- Se dice que una distribución S tiene soporte compacto si existe un conjunto compacto K de U tal que para cada función de prueba {\displaystyle \varphi } cuyo soporte no se interseca con K se tiene que {\displaystyle S(\varphi )=0}

. Alternativamente podemos definir las distribuciones de soporte compacto como funciones lineales continuas sobre el espacio {\displaystyle C^{\infty }(U)}, con una topología definida sobre este espacio por la convergencia uniforme.

### Derivada de una distribución
El concepto de derivada distribucional o derivada en el sentido de las distribuciones generaliza el concepto de derivada ordinaria a distribuciones y funciones no-continuas. Esta extensión se realiza a partir del procedimiento de integración por partes. Dada una distribución o función discontinua {\displaystyle f\;} su derivada en el sentido de las distribuciones se define simplemente como la única función {\displaystyle f'\;} que satisface:

{\displaystyle \forall \phi :(f',\phi ):=\int _{\Omega }f'\phi =-\int _{\Omega }f\phi '=-(f,\phi ')}

Algunos ejemplos de derivadas en el sentido distribucional son:
1. La función salto de Heaviside {\displaystyle \theta (x)} tiene por derivada distribucional la delta de Dirac: {\displaystyle \theta '(x)=\delta (x)\,}
2. La derivada en el sentido de las distribuciones de una función diferenciable coincide con su derivada ordinaria.
3. La función valor absoluto tiene por derivada distribucional la función signo.
4. La función rampa tiene por derivada funcional la función salto de Heaviside.

### Convolución
Dadas dos distribuciones S y T definidas sobre algún subconjunto de {\displaystyle \mathbb {R} ^{n}} y una de ellas tiene soporte compacto se puede definir una nueva distribución llamada convolución de S y T, que se denota mediante S ∗ T, definida como sigue: Si φ es una función de prueba sobre {\displaystyle D(\mathbb {R} ^{n})} definimos:

{\displaystyle \phi _{x}(y):=\phi (x+y),\qquad \psi :=T(\phi _{x}),\qquad (S*T)(\phi ):=S(\psi )}

La última de estas tres definiciones generaliza el producto de convolución clásico de funciones. Además este producto tiene, también para distribuciones, la propiedad de ser compatible con la derivada en el sentido siguiente:

{\displaystyle {\frac {d(S*T)}{dx}}={\frac {dS}{dx}}*T+S*{\frac {dT}{dx}}}

Esta definición de convolución sigue siendo válida aún si se relajan las restricciones sobre S y T.

## Tipos de distribuciones

### Distribuciones ordinarias
Las distribuciones ordinarias son el dual topológico de las funciones suaves de soporte compacto {\displaystyle C_{0}^{\infty }(\mathbb {R} ^{n})}. Dada una sucesión en el conjunto {\displaystyle C_{0}^{\infty }(\mathbb {R} ^{n})}, se define la siguiente convergencia:

{\displaystyle \phi _{j}{\xrightarrow {\mathcal {D}}}\psi \,}

Si y sólo si:
1. Existe un conjunto acotado B que contiene los soportes de todas las funciones {\displaystyle \phi _{j}\,}.
2. La sucesión {\displaystyle \phi _{j}\,} converge uniformemente a {\displaystyle \psi \,} en B, y las sucesiones de todas las derivadas de orden finito de {\displaystyle \phi _{j}\,} convergen también uniformemente en B a la respectiva derivada de orden finito de {\displaystyle \psi \,}.

Ese tipo de convergencia convierte al conjunto {\displaystyle C_{0}^{\infty }(\mathbb {R} ^{n})} en un espacio topológico {\displaystyle {\mathcal {D}}=(C_{0}^{\infty }(\mathbb {R} ^{n}),{\mathcal {T}})}. Las distribuciones ordinarias serán por tanto las funciones continuas respecto a dicha convergencia (o equivalentemente la topología generada). Es decir si f es una distribución convencional se cumplirá que:

{\displaystyle \phi _{j}{\xrightarrow {\mathcal {D}}}\psi \qquad \Longrightarrow \qquad f(\phi _{j}){\xrightarrow {\mathcal {D}}}f(\psi )}

### Distribuciones temperadas
Las distribuciones temperadas constituyen una subclase de distribuciones convencionales. Técnicamente son el dual topológico del espacio de Schwartz {\displaystyle {\mathcal {S}}(\mathbb {R} ^{n})}, formado por funciones suaves de decrecimiento rápido. El espacio de funciones de decrecimiento rápido generaliza el espacio {\displaystyle {\mathcal {D}}(\mathbb {R} ^{n})}, más concretamente {\displaystyle {\mathcal {D}}(\mathbb {R} ^{n})\subset {\mathcal {S}}(\mathbb {R} ^{n})}. El espacio de Schwartz de funciones de decrecimiento rápido es interesante porque permite definir la transformada de Fourier con toda generalidad. Además siempre es posible definir la transformada de Fourier no sólo de funciones de decrecimiento rápido, sino también de distribuciones temperadas.
El espacio de Schwartz está formado por funciones φ : Rn → R tales que cualquier derivada de φ, multiplicada por cualquier potencia de |x|, converge hacia 0 para |x| → ∞.  Estas funciones forman un espacio vectorial topológico mediante una familia adecuada de seminormas:

{\displaystyle p_{\alpha ,\beta }(\varphi )=\sup _{x\in \mathbf {R} ^{n}}|x^{\alpha }D^{\beta }\varphi (x)|}

para los multi-índices α, β de tamaño n.  Entonces φ es una función de decrecimiento rápido si los valores

{\displaystyle p_{\alpha ,\beta }(\varphi )<\infty .}

La familia de seminormas {\displaystyle p_{\alpha ,\beta }} define una topología convexa sobre el espacio de Schwartz. Las seminormas son, de hecho, normas sobre el espacio de Schwartz, puesto que estas funciones son suaves. El espacio de Schwartz es metrizable y completo, porque la transformada de Fourier convierte en la derivada según xα en la multiplicación por  xα y viceversa, esta simetría implica que las transformadas de Fourier de una función de decrecimiento rápido es otro función de decrecimiento rápido. 
El espacio de distribuciones temperadas se define como el dual topológico del espacio de Schwartz. En otras palabras, una distribución F es una distribución temperada si y sólo si:

{\displaystyle \lim _{m\to \infty }F(\varphi _{m})=0.}

es igualmente cierto que:

{\displaystyle \lim _{m\to \infty }p_{\alpha ,\beta }(\varphi _{m})=0}

es correcto para cualquier par de multi-índices α, β.

### Transformada de Fourier
La transformada de Fourier se define como aplicación lineal biyectiva y continua u homeomorfismo lineal del espacio de distribuciones temperadas. La fórmula de cálculo usual viene dada por:

{\displaystyle {\mathcal {F}}[f](\xi )={\frac {1}{\sqrt {2\pi }}}\int _{-\infty }^{+\infty }f(x)e^{-i\xi \,x}dx}